# Loi sur les mesures de guerre
Ne doit pas être confondu avec Loi sur les mesures d'urgence.
 (mai 2021).
La mise en forme du texte ne suit pas les recommandations de Wikipédia : il faut le « wikifier ».
Les points d'amélioration suivants sont les cas les plus fréquents. Le détail des points à revoir est peut-être précisé sur la page de discussion.
- Les titres sont pré-formatés par le logiciel. Ils ne sont ni en capitales, ni en gras.
- Le texte ne doit pas être écrit en capitales (les noms de famille non plus), ni en gras, ni en italique, ni en « petit »…
- Le gras n'est utilisé que pour surligner le titre de l'article dans l'introduction, une seule fois.
- L'italique est rarement utilisé : mots en langue étrangère, titres d'œuvres, noms de bateaux, etc.
- Les citations ne sont pas en italique mais en corps de texte normal. Elles sont entourées par des guillemets français : « et ».
- Les listes à puces sont à éviter, des paragraphes rédigés étant largement préférés. Les tableaux sont à réserver à la présentation de données structurées (résultats, etc.).
- Les appels de note de bas de page (petits chiffres en exposant, introduits par l'outil «  Source ») sont à placer entre la fin de phrase et le point final[comme ça].
- Les liens internes (vers d'autres articles de Wikipédia) sont à choisir avec parcimonie. Créez des liens vers des articles approfondissant le sujet. Les termes génériques sans rapport avec le sujet sont à éviter, ainsi que les répétitions de liens vers un même terme.
- Les liens externes sont à placer uniquement dans une section « Liens externes », à la fin de l'article. Ces liens sont à choisir avec parcimonie suivant les règles définies. Si un lien sert de source à l'article, son insertion dans le texte est à faire par les notes de bas de page.
- La présentation des références doit suivre les conventions bibliographiques. Il est recommandé d'utiliser les modèles {{Ouvrage}}, {{Chapitre}}, {{Article}}, {{Lien web}} et/ou {{Bibliographie}}. Le mode d'édition visuel peut mettre en forme automatiquement les références.
- Insérer une infobox (cadre d'informations à droite) n'est pas obligatoire pour parachever la mise en page.

Pour une aide détaillée, merci de consulter Aide:Wikification.
Si vous pensez que ces points ont été résolus, vous pouvez retirer ce bandeau et améliorer la mise en forme d'un autre article.
Loi sur les mesures d'urgence
Au Canada, la Loi sur les mesures de guerre (« War Measures Act » en anglais) était une loi qui accordait au gouvernement fédéral des pouvoirs spéciaux lui permettant d'agir par ordonnances et par règlements lorsqu'il percevait la menace d'une guerre, d'une invasion ou d'une insurrection, réelle ou appréhendée. Elle est adoptée le 18 août 1914 et proclamée quatre jours plus tard par la 12e législature du Canada dans la foulée de la Première Guerre mondiale. Cette loi a été remplacée  par la loi sur les mesures d'urgence qui a été proclamée le 31 juillet 1988

La loi donnait aux diverses autorités  fédérales de limiter les libertés publiques et de pouvoir appréhender, sans aucun mandat ni justification, des personnes considérées comme représentant un danger pour les autorités fédérales et de retenir les citoyens durant 90 jours ou pour des durées supérieures , sans donner de raisons. Cette loi fut notamment utilisée pour emprisonner pendant  4 ans le maire de Montréal, Camilien Houde, à compter de 1940 quand il s'opposait à la conscription des Québécois, dans l'armée fédérale. Elle est déclarée en vigueur lors des deux Guerres mondiales ainsi que pour gérer une crise intérieure au Québec que fut la crise d'Octobre 1970 .

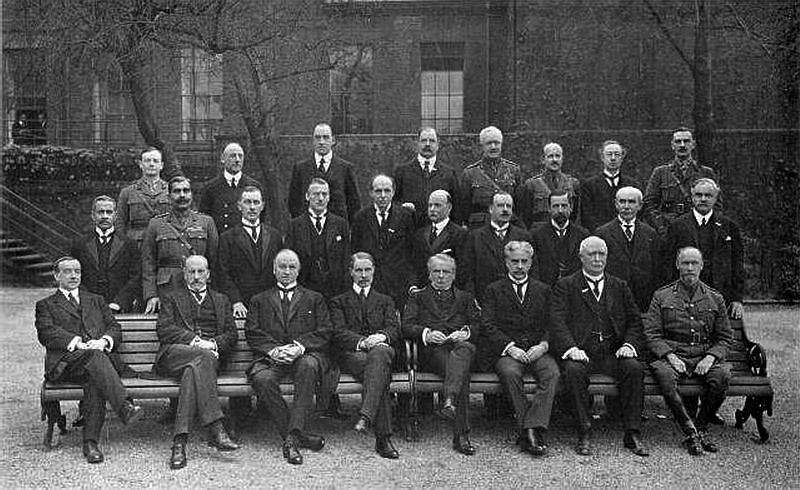
Cabinet de guerre impérial. Le premier ministre canadien Robert Laird Borden est assis au premier rang, troisième à partir de la droite.

## Historique

### Première Guerre mondiale

#### Contexte d’adoption de la loi
La Première Guerre mondiale commence officiellement le 28 juillet 1914 après qu’un jeune nationaliste serbe ait assassiné le couple héritier du trône austro-hongrois un mois plus tôt, le 28 juin. L’Autriche-Hongrie fournit alors un ultimatum à la Serbie, qui refuse, face aux demandes qu’elle considère exagérées. Aussitôt, cela marque le début d’une compétition d’alliances entre les différentes puissances mondiales. Le Canada alors dominion britannique, se joint à la guerre le 4 août 1914, date marquant l’expiration d’un ultimatum lancé par la Grande-Bretagne à l’Allemagne. La Grande-Bretagne avait alors demandé à l’Allemagne de se retirer de la Belgique. L’Empire britannique, dont fait partie le Canada, s'engage alors dans ce qui sera appelé la Grande Guerre. Le gouvernement fédéral, dirigé par le parti conservateur de Robert Borden, adopte alors rapidement une nouvelle loi fédérale, la Loi sur les mesures de guerre, le 22 août 1914. Malgré de nombreuses oppositions, notamment des parlementaires d'origine québécoise, le gouvernement fédéral assume la nécessité de cette loi et la conserve en place jusqu'au 10 janvier 1920, soit à la date officielle où, pour le gouvernement canadien , la guerre prend fin avec l'Allemagne.

#### Composantes de la loi
Cette loi procure alors des pouvoirs exorbitants du droit commun au gouvernement fédéral. Ce dernier peut alors déployer l'armée ou la police montée canadienne pour faire incarcérer qui il  veut et expulser des personnes sans preuve, pour censurer et intervenir dans le domaine de la vie privée lorsqu’il y a situation de guerre, d’invasion ou d’insurrection. Le fédéral peut déployer des forces armées sur le territoire quand elle le considère nécessaire.  Elle permet aussi de suspendre les libertés civiles de tous les citoyens canadiens, notamment les naturalisés récents ou des personnes d'origine étrangère résidant dans n'importe quelle province . Il est alors possible d’arrêter et d’incarcérer une personne sans mandat et sans passage devant un tribunal accusation : aucun procès n'est nécessaire dans le cadre des arrestations  ou des déplacements autoritaires de personnes. Le gouvernement fédéral a même le pouvoir d’expulser des personnes hors du pays. Il est également permis pour le gouvernement fédéral de censurer toutes les publications et supprimer des journaux considérés comme ne convenant pas aux idéaux en cours du gouvernement fédéral. Finalement, le fédéral peut se permettre de contrôler le transport, l’industrie, le commerce et la fabrication de biens ainsi que la vie dans le domaine privé, avec également le contrôle des correspondances.  

#### Conséquences

##### Censure
Lorsqu’elle est mise en place par le gouvernement Borden, le 22 août 1914, la Loi sur les mesures de guerre permet déjà la censure. Elle offre la liberté au gouvernement de censurer toute information publiée dans la presse qui pourrait alors nuire aux intérêts militaires du Canada. Ernest J. Chambers, lieutenant-colonel canadien, devient le responsable de la censure au sein de la presse canadienne, le 15 juillet 1915. Au départ, Chambers désire interdire tous les journaux qui critiquent la conscription. Ses supérieurs l’en empêcheront, par peur des possibles répercussions. Il s'attaque par la suite aux différentes publications de la gauche anglophone et québécoise . Après la révolution des bolcheviks d'Octobre 1917, on considère le  mouvement syndical et les organisations politiques de gauche comme une menace. C’est ainsi que les principaux journaux socialistes de langues étrangères seront censurés. Les journaux de langue yiddish, finlandaise et ukrainienne sont alors interdits. Par la suite, plusieurs journaux en langue anglaise provenant principalement des États-Unis seront également bannis. La Loi, à la fin de la guerre, aura alors permis la censure de 253 publications au total.

##### Camps d’internement
Dès le début de la guerre, on remarque une hausse importante de la xénophobie. La Loi sur les mesures de guerre aura un impact important sur les étrangers en sol canadien. La première étape sera d’obliger l’enregistrement des étrangers et de leur imposer un couvre-feu. Durant la guerre, l’opinion publique se positionne de plus en plus contre les étrangers, en particulier les Allemands. On voit naître en 1916, la ligue Anti-Allemande à Toronto. Lorsqu’un civil était déclaré citoyen d’un pays ennemi, la Loi sur les mesures de guerre permettait alors son arrestation. C’est ainsi que 8 579 personnes se retrouvent dans 24 centres et camps d’internements durant la guerre. Il s’agit surtout de personnes provenant de l’Allemagne, de l’Autriche-Hongrie ou de l’Empire ottoman ayant immigré récemment. Les personnes internées se voient confisquer leur propriété et leurs biens. Il était également rare qu’ils les retrouvent à la fin du conflit. Durant leur internement, ils devaient travailler dans la construction, le labourage ou les industries minières et forestières, pour des émoluments égaux au maximum à 50%  des salaires canadiens.

##### Crise de la conscription
Lorsque la Première Guerre mondiale débute le 28 juillet 1914, l’idée que l’on a concernant l’implication du Canada dans ce conflit divise la population, notamment au Québec. Rapidement, des gens s’opposent à la politique de recrutement des soldats, qui sont alors tous des engagés volontaires pour la durée de la guerre. C’est le cas d’Henri Bourassa, fondateur et directeur du " Devoir "  en 1914, qui entreprend une campagne contre le gouvernement fédéral, anglophone. On a alors une crainte que l’on en arrive au moment où plus personne ne se portera volontaire. Déjà, au début de 1915, le gouvernement fédéral ainsi que des cadres de l'armée canadienne préviennent qu’une conscription serait peut-être souhaitable. Henri Bourassa et Armand Lavergne, avocat et homme politique du Québec, réaliseront de nombreuses campagnes durant la guerre, s’opposant vivement à la conscription, au grand mécontentement du Canada anglais. Henri Bourassa était un nationaliste canadien-français et il était un ardent défenseur de l'indépendance du Canada face au Royaume-Uni, ce qui explique son opposition face à la participation du Canada, à compter de 1899, à la Guerre des Boers et la conscription, à compter de 1917, des Canadiens français à la Grande Guerre. On peut expliquer la difficulté de recruter les francophones par leur manque de sentiment d’appartenance au Canada, très fortement anglophone . On tentait de convaincre les Canadiens de s'engager en utilisant le slogan de combattre pour l’Empire britannique et la civilisation. Les Québécois, en particulier ceux des régions rurales, étaient déjà habités par un certain sentiment nationaliste et n’étaient guère tentés de combattre pour « l’Empire ».
Après la bataille d’Ypres, en Belgique, les tensions entre le Canada anglophone et le Québec augmentent. Au Canada, on considère que le Québec ne participe pas assez à l'effort de guerre. Malgré tout, les campagnes persistent et le recrutement volontaire ne connaît pas de hausse. L'essentiel des engagés - plus de 80 % - sont des Canadiens anglophones. En 1916 et 1917, plusieurs manifestations et émeutes surviennent à Montréal, Shawinigan et Québec, entre des militaires canadiens, recruteurs et les foules québécoises. En février 1917, Robert Borden, le premier ministre du Canada, se rend à Londres pour une conférence impériale. Lors de son retour, au mois de mai 1917, la conscription semble de plus en plus probable, car les Britanniques lui auraient demandé de fournir un plus grand effort de guerre. Le 29 mai 1917, Borden propose un vote à la Chambre des communes concernant la conscription, pour tous les habitants de sexe masculin, pouvant l'être. Cette loi est approuvée avec 102 voix contre 44 essentiellement des parlementaires francophones. Des émeutes importantes auront alors lieu au Québec. Entre le 28 mars 1918 et le 1er avril 1918, des émeutes d’envergure se passèrent au Québec, pour Pâques. De nombreux locaux et bâtiments furent saccagés par ceux qui s’opposaient à la conscription, applicable depuis juin 1917. On assiste alors à plusieurs rassemblements, parfois violents. Le gouvernement fédéral décrète la loi martiale dans le but d’endiguer ces mouvements anti-conscription . 6 000 soldats, tous des provinces anglophones, sont déployés au Québec. Les Québécois anti-conscriptionistes attaquent les soldats avec tout ce qu'ils trouvent : de la glace, des briques, des morceaux de bois. Certains leur tirent dessus avec leurs armes personnelles. Environ 150 personnes sont blessées durant les émeutes de Pâques et on recense 4 décès parmi les anti-conscription.

### Seconde Guerre mondiale

#### Contexte d’application de la loi
La Seconde Guerre mondiale fut déclarée par la France et le Royaume-Uni contre le Troisième Reich le 3 septembre 1939 à la suite de l’invasion de la Pologne par l’armée allemande, le 1er septembre 1939. Une semaine plus tôt, le 25 août 1939, le Canada, sous le gouvernement de William Lyon Mackenzie King - gouvernement libéral- met en vigueur la Loi sur les mesures de guerre afin de se donner les leviers nécessaires à l’effort de guerre.  Le Canada déclara ensuite la guerre à l’Allemagne et à ses alliés, le 10 septembre 1939.
L’instauration de la Loi sur les mesures de guerre permettra au gouvernement fédéral canadien de créer la Commission des prix et du commerce en temps de guerre et de mettre en place les mesures touchant à la défense du Canada. La Commission des prix et du commerce en temps de guerre a été créée afin de ne pas reproduire la forte inflation de l’économie et les troubles sociaux qui avaient eu lieu lors de la Première Guerre mondiale. Cette entité fut placée sous la direction du ministère fédéral du Travail jusqu’en août 1941, moment auquel la Commission des prix et du commerce en temps de guerre passa sous l’autorité du ministère fédéral des Finances, qui avait plus de pouvoirs pour contrôler l’économie et le marché, sous la direction du banquier Donald Gordon.
La Loi sur les mesures de guerre donne aussi beaucoup de pouvoirs au gouvernement fédéral canadien en matière de défense du Canada. La Loi donna donc, au gouvernement canadien, le pouvoir de censurer les médias et de faire de la propagande, de bannir des organisations, de détenir toute personne, sans mandat ni passage devant un tribunal, qui représenterait un risque pour la sécurité de l’État, de confisquer les biens de ces personnes, de déposséder et  de déporter des populations.
Le gouvernement féral du Canada remplaça  la Loi sur les mesures de guerre le 31 décembre 1945 par la loi d'urgence et de pouvoir transitoire afin de coordonner l'après-guerre.

#### Conséquences

##### Commission des prix et du commerce en temps de guerre
La Commission des prix et du commerce structure ses interventions autour de concepts comme le prix maximum et aux subventions, mais la ligne directrice de toutes les mesures adoptées est la lutte à l’inflation. Le rationnement fait aussi partie des moyens adoptés pour assurer la stabilité des prix. Au début de la guerre, la Commission imposa principalement des limites aux prix des loyers, du charbon, du sucre, du bois de charpente, de l’acier, du lait, et d’autres biens. Il y eut cependant une augmentation de l’inflation en 1941, ce qui força Mackenzie King d’imposer un gel des prix et l'établissement de niveaux pour les salaires. C’est à cette période que Donald Gordon, l’homme à la tête de la Commission des prix et du commerce, devient présent dans la vie des Canadiens. Il annonçait de nouvelles mesures aux citoyens par la radio, son message était que si les Canadiens voulaient que leur argent conserve sa valeur, ils devaient accepter des contrôles sévères du prix des produits et de l’économie.
La population canadienne a soutenu les efforts et les mesures de la Commission jusqu’en 1943, mais plusieurs voix s’élevèrent contre l'arbitraire des mesures. Les syndicats se mirent à les critiquer, les fermiers se plaignent de discrimination et les entreprises privées veulent mettre fin aux plafonds des prix afin d’augmenter leur profit. Le gouvernement présidé par Mackenzie King et la Commission réussirent cependant à conserver le contrôle des prix et du marché grâce à des subventions, à des programmes de sécurité sociale et à la promesse de réformes après la guerre.
La Commission prit aussi part à la déconstruction des mesures lorsque la guerre prit fin. Les efforts et mesures imposées par la Commission des prix et du commerce ont permis au Canada de parvenir à ses objectifs de contrôle de l’inflation. Bien qu’il y eût des pénuries de certains produits et des produits de moins bonne qualité sur le marché, l’inflation passa de 17,8% pour la période 1939-1941 à seulement 2,8% pour la période 1941-1945, moment auquel la Commission passa sous l’autorité du ministère des Finances . Ce taux fut le plus bas de toutes les grandes nations en guerre pour la même période.

##### Mesures relatives à la défense du Canada
La Loi sur les mesures de guerre donna de nombreux pouvoirs au gouvernement fédéral canadien. Dès l’instauration de la Loi, le 25 août 1939, le gouvernement King censura près de 325 journaux et périodiques. L’objectif était de diffuser les messages officiels du gouvernement fédéral et de tenter de contrôler l’opinion publique. Le gouvernement fédéral se servait des journaux, de la radio, de la cinématographie et de la télévision pour atteindre le plus de gens possible. Tous les diffuseurs publics participaient à cet effort de guerre et cela causa quelques anicroches. On peut, par exemple, citer le cas de la Société Radio-Canada qui censura le camp du NON lors du plébiscite de 1942 ou lorsque le dirigeant de cette société refusa de diffuser le discours du chef sortant du Parti conservateur, Arthur Meighen, prononcé lors du congrès du parti. La Commission d’information en temps de guerre avait pour objectif d’utiliser tous les médias disponibles afin de maintenir le moral de la population et d’encourager le patriotisme, deux choses primordiales pour conserver une stabilité sociale en temps de guerre. La Loi sur les mesures de guerre permit aussi au gouvernement fédéral canadien de bannir des organisations religieuses, culturelles et politiques qui étaient alors considérées comme  un danger pour l’effort de guerre canadien : on peut citer le cas des Témoins de Jéhovah et du Parti communiste du Canada.
Une autre disposition de la Loi permettait aux autorités fédérales canadiennes, sous l’aval du ministère de la Justice, de détenir, sans mandat ni procès, toute personne agissante « d’une quelconque manière préjudiciable à la sécurité publique ou à la sécurité de l’État ». Au vu  de la  propagande du gouvernement, la liberté d’expression fut brimée et toute personne qui critiquait les décisions du gouvernement fédéral était passible d’internement sans procédure régulière. On peut, par exemple, citer le cas du maire de Montréal, Camilien Houde, qui fut arrêté dans son hôtel de ville  en 1940 et qui fut interné en Ontario jusqu’en 1944 parce qu’il avait dénoncé les mesures gouvernementales qui ont mené à la conscription. Cependant, la majorité des personnes internées étaient des descendants ou bien des immigrants provenant des pays ennemis. On dénombre près de 600 Italo-Canadiens, 800 Germano-Canadiens, des réfugiés juifs d’Europe et environ 22 000 Canadiens d'origine japonaise.
La Loi sur les mesures de guerre a aussi permis au gouvernement fédéral canadien de s’approprier les terres des Amerindiens ojibwés de Kettle et Stony Point en Ontario, sur les rives du lac Huron, afin de créer un camp militaire . Le gouvernement prit possession de ces terres, pour seulement  50 000 dollars canadiens, et délocalisa ces nations à la réserve de Kettle Point. Ce qui était au départ une relocalisation temporaire, pour la durée de la guerre dura jusque dans les années 1990.

##### Déportation des Japonais canadiens
Au même titre que les Italo-Canadiens ou les Germano-Canadiens, des Canadiens d’origine japonaise furent internés durant la Seconde Guerre mondiale. On en dénombre environ 22 000, en 1942, dans l’ouest du Canada. Le gouvernement fédéral confisqua leurs biens et leurs propriétés pour ensuite les vendre aux enchères. Grâce à la Loi sur les mesures de guerre, le gouvernement féral canadien offrit le choix au Nippo-Canadiens de retourner au Japon ou d’être relocalisé en Colombie-Britannique. Le nombre de personnes qui furent déportées au Japon s’élève à environ 3 964 personnes.

### Crise d’Octobre 1970

#### Contexte d’application de la loi
À la fin des années 1950, plusieurs regroupements autonomistes, voire indépendantistes voient le jour au Québec. Le mouvement prend de plus en plus d’ampleur au fil des années. En 1963 naît alors le Front de libération du Québec. Le FLQ est alors un groupe indépendantiste se tournant vers des méthodes violentes afin d’accélérer l’objectif d’indépendance. Une première victime est tuée par l'explosion d'une bombe le 21 avril 1963. La situation continuera de se dégrader au fil des années. Les deux années précédant l’utilisation de la Loi sur les mesures de guerre, en 1968 et 1969, sont marquées par plusieurs mouvements et plusieurs crises politiques et sociales touchent le Québec. Mis à part les bombes du FLQ, de nombreuses manifestations et émeutes caractérisent la fin des années 1960. On atteindra cependant un point culminant en 1970, alors que deux militants du F.L.Q , Paul Rose et Jacques Lanctôt, ainsi que les groupes qui les entourent, commencent à envisager des enlèvements.
Le 5 octobre 1970, le FLQ enlève l'attaché commercial britannique James Richard Cross. Le groupe fait alors 7 demandes, dont la diffusion de leur manifeste, la libération de 23 prisonniers « politiques », un demi-million de dollars et un passage sûr vers l’Algérie ou Cuba.  Les 7 et 8 octobre 1970, le manifeste sera lu à la radio, depuis la station CKAC de Montréal puis à la télévision, à Radio-Canada.
Après le refus d'obtempérer à leurs demandes, le FLQ frappe plus fort, le 10 octobre 1970, en enlevant le vice-premier ministre et ministre du Travail et de l'Immigration du gouvernement québécois, Pierre Laporte. Les principaux responsables dans cet enlèvement sont Paul Rose, Jacques Rose, Francis Simard et Bernard Lortie. Laporte est enlevé devant sa maison, alors qu’il jouait avec son neveu. Une certaine crainte s’installe alors au sein des milieux gouvernementaux.
Le 15 octobre 1970 , Robert Bourassa alors premier ministre du Québec ainsi que le maire de Montréal Jean Drapeau demandent l’intervention de l'armée canadienne car les services locaux de police (Sûreté  provinciale du Québec et Police de Montréal) semblent incapables de faire face aux recherches concernant le F.L.Q. Ils demandent au fédéral de pouvoir user de pouvoirs supplémentaires. Le gouvernement fédéral répondra à la demande, en proclamant la Loi sur les mesures de guerre, le 16 octobre 1970, à 4h du matin.

#### Conséquences

##### Déploiement de l’Armée canadienne
Le 16 octobre 1970, 12 500 soldats -pour l'essentiel, des anglophones, au vu des personnels, tous sous statut d'engagés- sont déployés au Québec, en majorité à Montréal. Le F.L.Q. est déclaré illégal et rejoindre l’organisation devient criminel. Les militaires canadiens alors en territoire québécois peuvent agir selon la Loi sur les mesures de guerre. Ils peuvent arrêter sans raison n’importe quelle personne, considérée comme suspecte. Les libertés civiles sont suspendues jusqu’à nouvel ordre. Dans les 48 heures suivant l’instauration de la Loi, près de 250 personnes sont arrêtées et ce chiffre double dans les deux jours qui suivent. La grande majorité de ces personnes (environ 430 sur 500) est relâchée sans qu’aucune accusation ne soit déposée contre elles. Pourtant, certains demeurent incarcérés pendant des mois. Après la découverte du corps de Pierre Laporte, le 17 octobre 1970, à 22 h 50, près de l'aérodrome de Saint-Hubert, dans la banlieue de Montréal, le nombre d'arrestations augmente rapidement contre les membres du FLQ.

##### Détention de citoyens
L’instauration de la Loi sur les mesures de guerre permit aux autorités d'incarcérer toutes personnes soupçonnées de participer à l’insurrection d’Octobre 1970. C’est ainsi que les autorités arrêtèrent 497 citoyens québécois. De ce nombre, 435 ont été libérés sans qu’aucune accusation n’ait été porté contre eux, plusieurs d’entre eux ont été emprisonnés jusqu’à 21 jours avant d’être libérés. Des 62 personnes restantes, 44 furent acquittées et 36 de ces derniers bénéficièrent d’un arrêt des procédures à la suite de leur accusation, en vertu de la Loi sur les mesures de guerre, d’appartenance au FLQ et de conspiration séditieuse en vue de renverser le gouvernement du Canada par la force. Il y eut finalement seulement 18 personnes, sur les 497 emprisonnées, qui ont été condamnées. Treize étaient de réels membres du FLQ et cinq étaient des sympathisants du FLQ.

#### Actions en faveur ou opposées à la Loi sur les mesures de guerre
Des groupes comme le Comité québécois pour la défense des libertés et la Ligue des droits de l’homme ont été très critiques de l’utilisation de la Loi des mesures de guerre, qui a été faite par le fédéral, avec la complicité des hommes politiques québécois, pour la plupart. Ces groupes ont dénoncé les mesures disproportionnées des autorités fédérales pour faire face à la crise temporaire, ayant toutefois abouti à l’abolition des droits civiques et des libertés des citoyens québécois. D’autres groupes, comme la Chambre de commerce de Montréal et la police de la ville de Montréal ont, eux, appuyé la forte réaction du gouvernement fédéral et ont approuvé l’instauration de la Loi afin que l’ordre soit ramené et pour que les forces de l’ordre aient plus de pouvoirs pour contrôler la crise.

#### Opinions  politiques
Les opinions politiques, quant à l’application de la Loi des mesures de guerre, ont été très divergentes. Le Parti libéral de Robert Bourassa, qui était au pouvoir lors de la crise d’Octobre, justifia son désir que le fédéral applique la Loi en disant que les policiers du Québec n’étaient pas en mesure d’assurer la protection de la population et des édifices publics, face aux agissements du F.L.Q .
Le Parti québécois, avec René Lévesque à sa tête, et un groupe de seize personnalités (intellectuels, syndicalistes, journalistes), ont toujours fortement dénoncé le recours à la Loi des mesures de guerre. Pour eux, le conflit devait être réglé de façon pacifique et le recours à la Loi n’était absolument pas justifié puisqu’il ne s’agissait pas d’une insurrection selon eux. Le gouvernement fédéral n’a d’ailleurs jamais été capable de donner  les preuves qui démontrent que le F.L.Q. préparait une insurrection. Ils ont également dénoncé l’ampleur du déploiement militaire dans la métropole.

## Loi Turner
Le ministre  de la Justice de 1968 à 1972, l'anglophone John Turner,  a rédigé en octobre/novembre 1970  son projet de loi qui fut adopté le 3 décembre 1970 par la Chambres des Communes d' Ottawa  et qui était la Loi sur les mesures temporaires d'ordre publics ou Public Order Temporary Measures Act, laquelle a expiré le 30 avril 1971. Cette loi ne permettait plus l'activation de la loi des mesures de guerre, dans un cas qui serait identique à la crise d'Octobre et n'abolissait pas la loi elle-même.

## Loi sur les mesures d'urgence
La Loi sur les mesures d'urgence, adoptée le 21 juillet 1988, a remplacé la Loi sur les mesures de guerre. Elle est similaire mais est plus limitée dans l'atteinte aux droits individuels.
Son application a été envisagée lors de l'épidémie de grippe A (H1N1) de 2009-2010.